# Теннант (Айова)
Теннант (англ. Tennant) — місто (англ. city) в США, в окрузі Шелбі штату Айова. Населення — 78 осіб (2020).

## Географія
Теннант розташований за координатами 41°35′39″ пн. ш. 95°26′42″ зх. д. / 41.59417° пн. ш. 95.44500° зх. д. (41.594115, -95.444935).  За даними Бюро перепису населення США в 2010 році місто мало площу 1,84 км², уся площа — суходіл.

## Демографія
Згідно з переписом 2010 року, у місті мешкало 68 осіб у 33 домогосподарствах у складі 23 родин. Густота населення становила 37 осіб/км².  Було 36 помешкань (20/км²).
Расовий склад населення:
| - 100,0 % — білих |

До двох чи більше рас належало 0,0 %. Частка іспаномовних становила 0,0 % від усіх жителів.
За віковим діапазоном населення розподілялося таким чином: 16,2 % — особи молодші 18 років, 54,4 % — особи у віці 18—64 років, 29,4 % — особи у віці 65 років та старші. Медіана віку мешканця становила 52,8 року. На 100 осіб жіночої статі у місті припадало 119,4 чоловіків;  на 100 жінок у віці від 18 років та старших — 119,2 чоловіків також старших 18 років.
Середній дохід на одне домашнє господарство  становив 43 661 долар США (медіана — 36 667), а середній дохід на одну сім'ю — 52 185 доларів (медіана — 57 500). Медіана доходів становила 32 813 долари для чоловіків та 25 500 доларів для жінок. За межею бідності перебувало 16,7 % осіб, у тому числі 40,0 % дітей у віці до 18 років та 12,5 % осіб у віці 65 років та старших.
Цивільне працевлаштоване населення становило 34 особи. Основні галузі зайнятості: роздрібна торгівля — 23,5 %, освіта, охорона здоров'я та соціальна допомога — 14,7 %, оптова торгівля — 11,8 %.